# Ozan Papaker
Ozan Papaker (* 10. Juli 1996 in Rize) ist ein türkischer Fußballspieler.

## Karriere

### Verein
In der Saison 2012/13 wurde Ozan Papaker, unter Trainer Mehmet Ali Karaca, das erste Mal in die 1. Mannschaft berufen. Zur Rückrunde der gleichen Saison wurde Papaker an den Drittligisten Ofspor verliehen. Sein Debüt als professioneller Fußballspieler gab Papaker am 27. Januar 2013 im Ligaspiel gegen Altay Izmir. Zur Rückrunde 2013/14 wurde Papaker erneut an Ofspor ausgeliehen.
Für die Saison 2014/15 wurde er an den Istanbuler Viertligisten Tuzlaspor ausgeliehen. Mit diesem Klub wurde Papaker zum Saisonende Meister der TFF 3. Lig und erreichte so den Aufstieg in die TFF 2. Lig. Er selbst steuert zu diesem Erfolge 7 Tore in 28 Spielen bei. Die nächsten zwei Spielzeiten er zwar erst zu Rizespor zurück, jedoch wurde später sein Leihvertrag mit Tuzlaspor um eine weitere Saison verlängert. Zur Saison 2018/19 wechselte Papaker zu Pendikspor.

### Nationalmannschaft
Papaker spielte ab der türkischen U-16-Nationalmannschaft für die türkischen Jugendnationalmannschaften.

## Erfolge
Mit Tuzlaspor
- Meister der TFF 3. Lig und Aufstieg in die TFF 2. Lig: 2014/15